# Dějiny Dušanbe

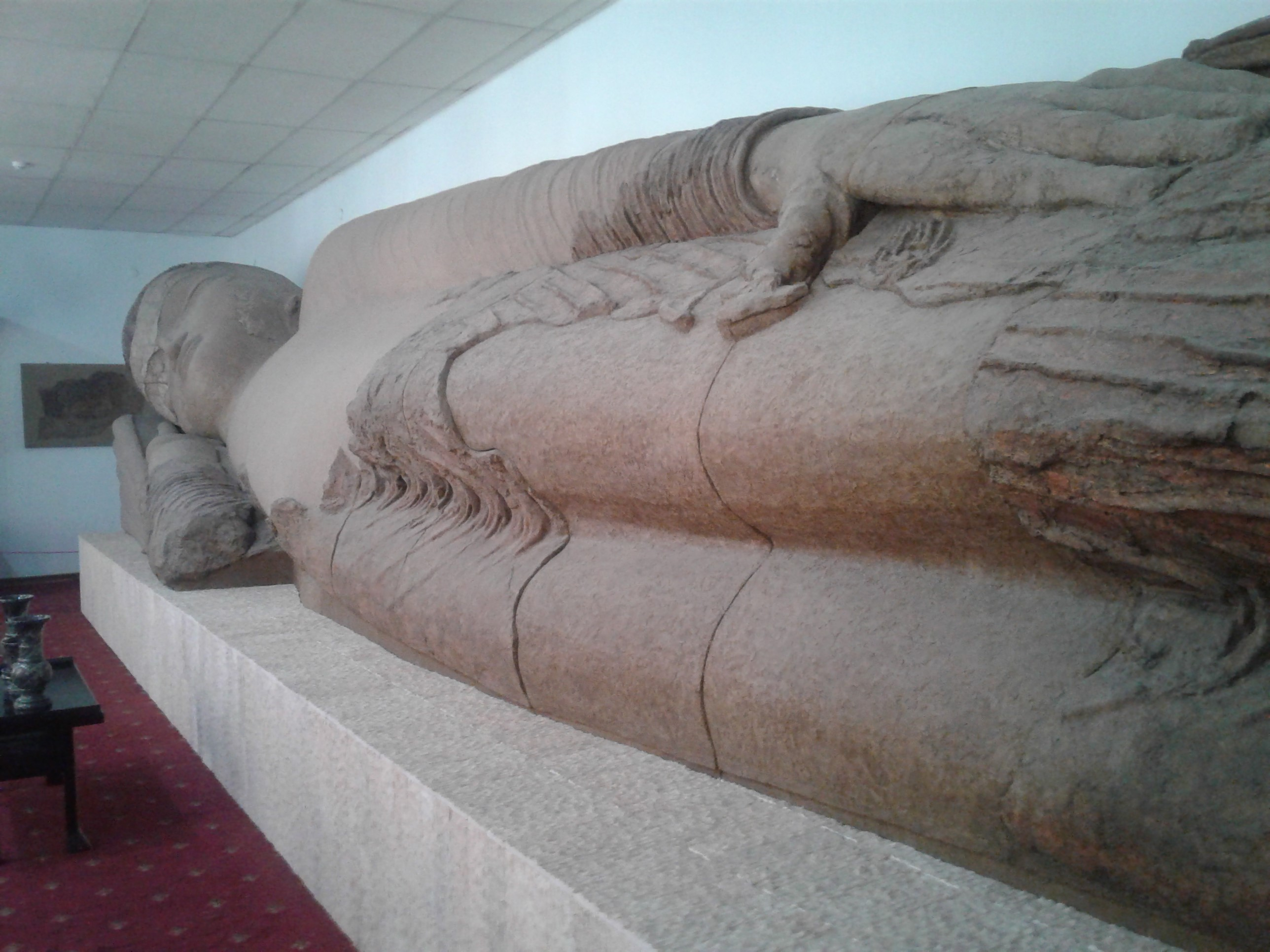
Socha Buddhy v národním muzeu v Tádžikistánu v Dušanbe.

Dějiny Dušanbe jsou dlouhé několik století. Hlavní město Tádžikistánu se do své podoby vyvíjelo především během 20. století.

## Starověk
V dubě kamenné v blízkosti současného města žili lidé, kteří již používali primitivní nástroje. Osídlené bylo celé tehdejší Hissarské údolí. Místní kultura měla svá centra soustředěná především na soutocích řek Varzob a Lučob. Lidé se věnovali později zemědělství, chovu dobytka a tkaní látek. Odhalení této kultury došlo v roce 1948, kdy byly nalezeny zbytky různých nástrojů.
Nedaleko dnešního mezinárodního letiště byly odhaleny pozůstatky nástrojů z doby bronzové z prvního tisíciletí před naším letopočtem.

## Středověk
V 7. století byla na místě dnešního města postavena osada Dušanbe, neměla však větší význam, ovládali ji Arabové vyznávající islám. 
Od 9. století byla osada postupně součástí říší Sámánovců, Karachánovců a Chorezmu. 
Ve 13. století se zde objevili Mongolové. Ve 14. a 15. století bylo Dušanbe součástí říše Timúrovců, od 16. století se ocitalo v držení bucharského chanátu. 

## Novověk
Poprvé se město objevilo v historických záznamech v roce 1676, a to v dopise, který byl zaslán ruskému carovi Fjodorovi III. Označeno je jako Kasabai Dušanbe (srov. kasaba jako turecké označení pro město), persky قصبه دوشنبه‎. Název města vznikl z perského slova pro pondělí, neboť se v tomto dni zde konaly trhy (srov. např. město Spišský Štvrtok, kde se konaly trhy ve čtvrtek apod.). Rozvoj malého města co do obchodu byl možný díky karavanám se zbožím, které přes Dušanbe proudily z Ferganského údolí, dále do údolí Vašch a na území dnešního Afghánistánu. Žilo tu okolo sedmi až osmi tisíc lidí.
V 18. století bývá občas zmiňována místní pevnost, Dušanbe kurgan.
První rusifikovaný název města se objevil v podobě Ďušambe (rusky Дюшамбе) roku 1875. Tehdy mělo město svůj zájezdní hostinec (karavanseráj), který využívali obchodníci na cestách do Chudžandu, Samarkandu a dále do Pamíru. Zaznamenáno zde bylo 14 mešit, 2 medresy a 14 čajoven. Město bylo opevněné a žilo v něm asi deset tisíc lidí. V roce 1907 se sem někteří begové přestěhovali po ničivém zemětřesení, které postihlo okolní města. 
Různé místní státy se pokoušely o získání kontroly, v roce 1868 prohlásila suverenitu nad tímto územím carská vláda. Město však stále bylo součástí Bucharského emirátu. Rusové iniciovali alespoň základní modernizaci města. Díky tomu zde byla otevřena první nemocnice v roce 1915 (později označovaná jako tzv. Ruský dům) a diskutována byla výstavba železnice. 

## 20. století

### První polovina
Značné ztráty na kulturních místech, památkách a obytných částech město utrpělo v bojích, které začaly v roce 1920, kdy byl svržen emír Alim Chán. Když v roce 1923 skončila občanská válka, chopili se moci sověti a zahájili výstavbu města na místě původních tří osad, z nichž největší bylo Dušanbe. V roce 1924 získalo statut města, ačkoliv zde nevedla jediná pevná silnice a ani sem nebyla zavedena elektřina. Ještě v témže roce získalo statut centra Tádžické autonomní republiky a v roce 1929 status hlavního města Tádžické SSR. V témže roce bylo město přejmenováno na počest Stalina na Stalinabad (rusky Сталинабад).
Další rozvoj města umožnila železnice, která sem byla v druhé polovině 20. století zavedena. Rozvoj nebyl jen průmyslový (díky železnici se začaly otevírat nové průmyslové závody a bylo možné využívat i přírodního bohatství regionu) ale také kulturní. Již roku 1928 zde bylo otevřeno divadlo. O šest let později, v roce 1934 bylo dáno do užívání Národní muzeum Tádžikistánu. Primátorem města byl Abdukarim Rozykov, který jej chtěl přebudovat jako modelové komunistické město. Nástrojem rozvoje bylo hlavně radikální územní plánování. Vznikl Komsomolské jezero. Přivezeni sem byli odborníci z tehdejší RSFSR, který jej měli uskutečnit. Michail Kalinin se zasloužil o rozvoj průmyslových kapacit města. Vyrostla zde také tepelná elektrárna. Pro rozvoj telekomunikačních služeb požádalo město o převzetí moskevský magistrát, který se staral následně o rozvoj a provoz pošty a telegrafu. Ke konci 30. let 20. století čítalo město přes čtyři tisíce budov. V roce 1940 zde bylo zavedeno veřejné osvětlení.
Za druhé světové války město těžilo z odlehlé polohy od východní fronty. Byly zde umístěny nemocnice pro vojáky. Především se ale rozvíjel průmysl pro potřeby armády, a to hlavně zpracování potravin a průmysl textilní. Vznikla také cementárna, opravny motorových vozidel a automechanické závody.

### Druhá polovina

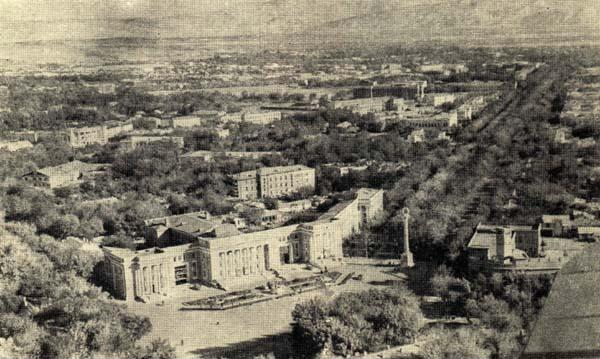
Panorama města v roce 1955.

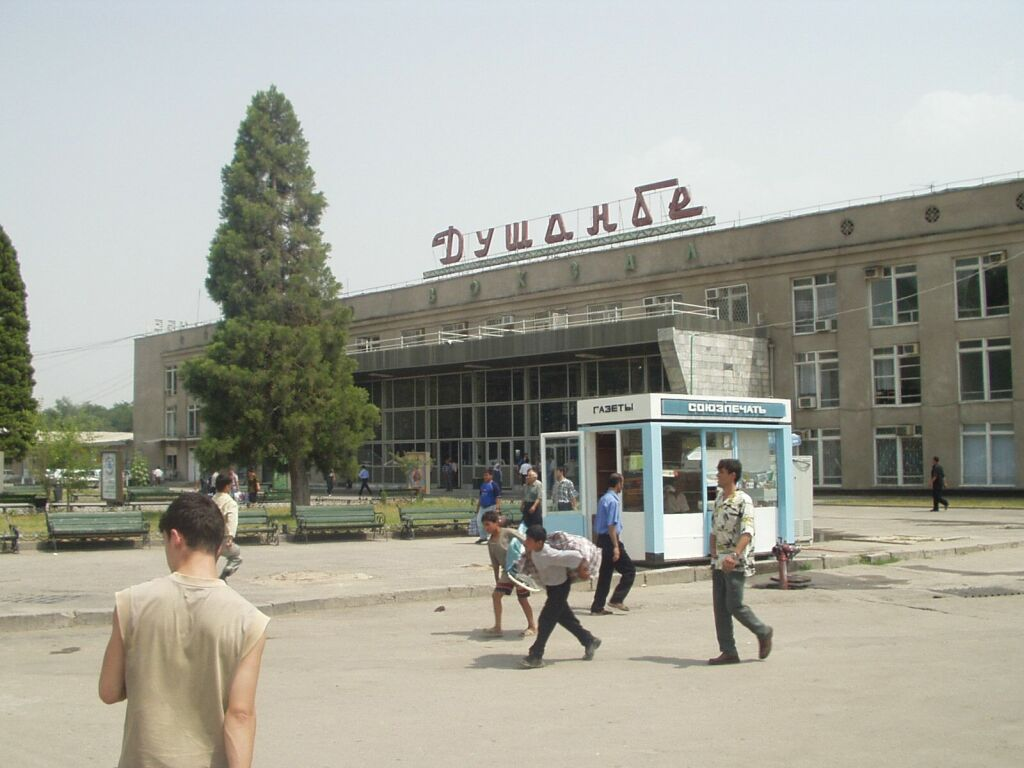
Nádraží během existence SSSR.

Další vlna rozvoje se uskutečnila po druhé světové válce. Realizovány byly do jisté míry projekty, které byly připraveny ještě před vypuknutím konfliktu. V roce 1946 zde byl zbudován první moderní sportovní stadion. O čtyři roky později začal hrát fotbalový tým CSKA Pomir Dushanbe. V roce 1948 došlo k založení univerzity a v roce 1951 Tádžická akademie věd. Roku 1955 byla zprovozněna trolejbusová doprava a roku 1960 otevřela své brány místní zoologická zahrada.
V souvislosti s odmítnutím kultu Stalina v Sovětském svazu se s platností k roku 1961 město vrátilo ke svému původnímu názvu Dušanbe. V první polovině 60. let zde bylo ještě otevřeno také letiště. Tehdy zde žilo okolo tří set tisíc lidí. 
V 70. letech 20. století byl otevřen místní palác kultury Kochi Vachdat. Působilo zde rovněž i filmové studio Tojikfilm. Dušanbe také dosáhlo půl milionu co do počtu obyvatel. Ve srovnání s jinými metropolemi sovětské Střední Asie však bylo menším městem; např. v Taškentu již žilo okolo milionu lidí a budovalo se tam metro. Nová výstavba v podobě panelových domů a tzv. mikrorajonů typických pro celý tehdejší Sovětský svaz, byla realizována hlavně v západní a jihozápadní části města. Vznikal tak ostrý kontrast této zástavby s původními nízkými domy a staršími evropskými třídami (např. Rudakiho třída), které ale vyrostly na straně východní, resp. jihovýchodní. 
Ekonomické problémy SSSR se na provozu města projevovaly v omezení financování místního magistrátu a pro jednotlivé továrny potom omezením výroby. Vzhledem k tomu, že většina věcí sem byla dovážená, působily tyto dopady poměrně citlivě. Perestrojka Michaila Gorbačova otevřela i otázku národnostní. V dubnu 1990 ve městě vypukly nepokoje. Spouštěčem bylo přijetí uprchlíků arménské národnosti z války o Náhorní Karabach. Při střetech zemřelo 25 lidí a několik set bylo zraněno. V roce 1991 zde byla svržena socha Lenina.
Dne 9. září 1991 byla vyhlášena nezávislá Republika Tádžikistán s hlavním městem Dušanbe. Na začátku roku 1992 zde svá velvyslanectví otevřely Spojené státy americké i Rusko. V 90. letech 20. století se město potýkalo s nestabilitou, občanskou válkou a nepokoji. Situaci nepomohlo ani přijetí uprchlíků Tádžické národnosti ze sousedního Afghánistánu po roce 2001.

## 21. století

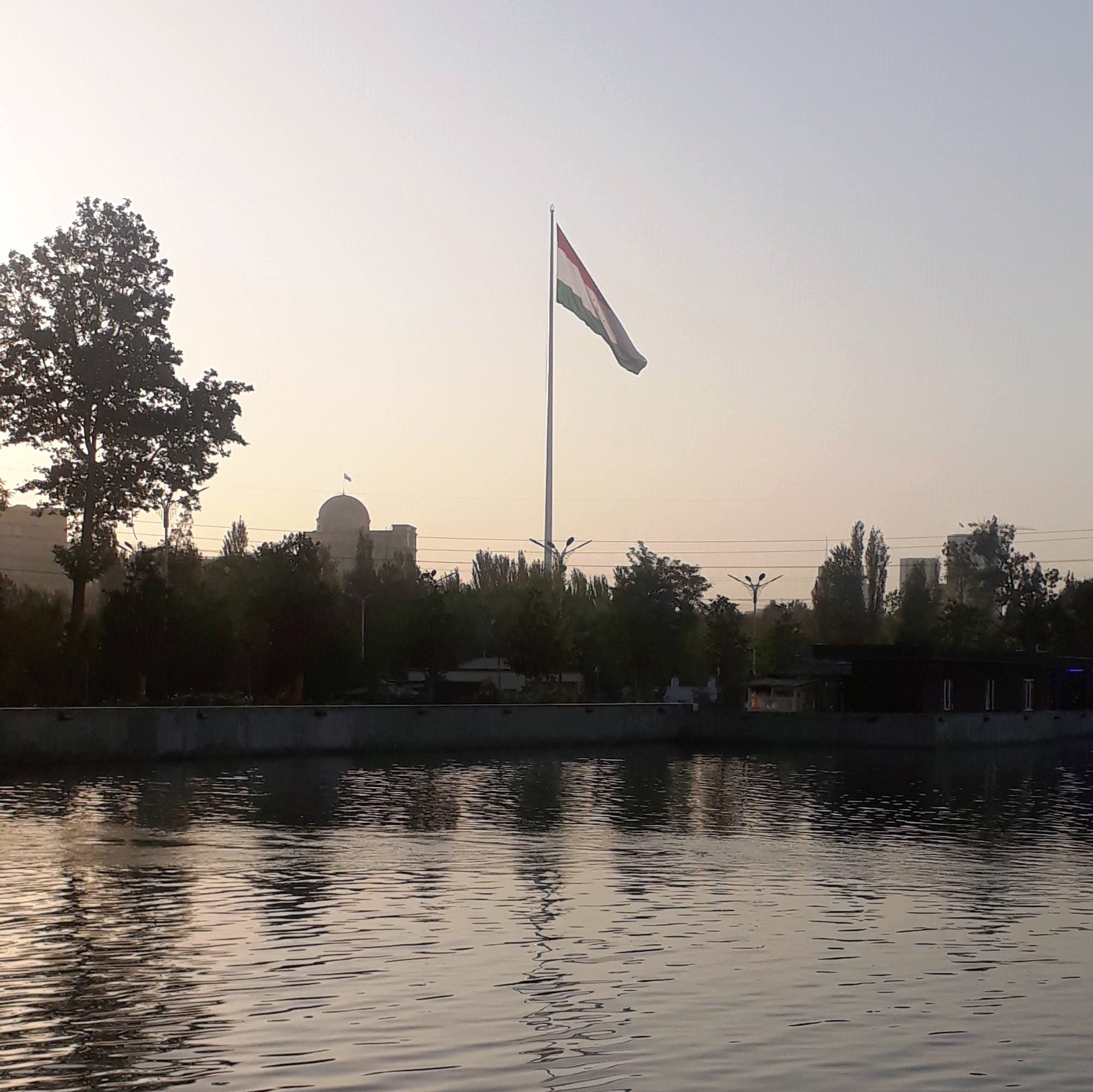
Bývalé Komsomolské jezero a vlajka Tádžikistánu.

V roce 2000 byl do Dušanbe zaveden internet. Liberalizace náboženských poměrů po rozpadu SSSR umožnila také výstavbu nových náboženských objektů, mezi které patří např. katarská mešita na severu města.
Město získalo ocenění u UNESCO City of Peace. 
Roku 2011 zde byl vztyčen rekordně vysoký stožár s vlajkou země. O tři roky později oslavila metropole 90 let statutu města.
V roce 2017 počet obyvatel dosáhl 823 tisíc. V roce 2022 se rozloha hlavního města zvětšila na 203 km² a počet obyvatel přesáhl jeden milion. Dokončen byl také vzpomínkový komplex Istiklal, který připomíná nezávislost země, která byla vyhlášena v roce 1991. Tento komplex a další parky rostou na místě původní živelné zástavby, která jim ustupuje. Vznikají i nové a moderní vládní budovy. Postaveny byly také nové mešity, veřejné stavby apod. Doplňují je potom široké třídy a moderní město se tak postupně rozšiřuje na úkor stále fragmentovanějšího orientálního Dušanbe. Situace vede k diskuzi ohledně způsobu vedení památkové ochrany ve městě; tuto požívá totiž jen něco málo přes deset objektů.